# Geruchsimmissions-Richtlinie
Die Geruchsimmissions-Richtlinie (GIRL), im Langtitel „Feststellung und Beurteilung von Geruchsimmissionen“, soll helfen, Geruchsbelästigungen der Bevölkerung abzuschätzen und in der Bauleitplanung zu berücksichtigen. Sie wurde vom Länderausschuss für Immissionsschutz (LAI) entwickelt. Sie dient auch als Arbeitsgrundlage für die Immissionsschutzbehörden gemäß § 3 des Bundes-Immissionsschutzgesetzes und wurde  in den Bundesländern teilweise verbindlich durch entsprechende Erlasse oder Verwaltungsvorschriften eingeführt.

## Beschreibung
Da die Geruchsschwelle bei Menschen sehr unterschiedlich ist (z. B. haben Frauen eine andere Wahrnehmung als Männer) und in der Umgebung mehrere Geruchsquellen eine Rolle spielen können, werden geschulte Experten für die Beurteilung der Gerüche eingesetzt. Dabei geht es hauptsächlich darum, ob ein Geruch als angenehm oder unangenehm empfunden wird. Probleme bereiten insbesondere Anlagen zur Massentierhaltung und einige Industriegelände sowie Hafenumschlagsanlagen, die in einem dichtbesiedelten Land wie Deutschland immer wieder Anlass zu Beschwerden seitens der Wohnbevölkerung geben. So können Gerüche, die sonst als angenehm empfunden werden wie z. B. die beim Rösten von Kaffee entstehen, ab einer bestimmten Konzentration zur Belästigung führen. Die TA Luft enthielt bis 2021 keine Regelungen für Geruchsimmissionen, so dass sich die Notwendigkeit ergab, eine Richtlinie zu entwickeln. Ebenso wie die TA Luft handelt es sich bei der Geruchsimmissions-Richtlinie um ein antizipiertes Sachverständigengutachten.
In Nordrhein-Westfalen wurden Geruchsbelästigungen zunächst anhand der Raffinerie-Richtlinie 1975 und eines Durchführungserlasses zur TA Luft von 1986 beurteilt. In der Folgezeit erarbeitete das Bundesland eine eigene Geruchsimmissions-Richtlinie. Die erste Fassung der GIRL auf Bundesebene datiert von 2004, eine Überarbeitung erfolgte 2008, der Text wurde zuletzt am 10. September 2008 ergänzt.
Mit Novellierung der TA Luft am 18. August 2021 wurde die Geruchsimmissions-Richtlinie in den Anhang 7 aufgenommen.